# Odontopygidae
Odontopygidae är en familj av mångfotingar. Odontopygidae ingår i ordningen Spirostreptida, klassen dubbelfotingar, fylumet leddjur och riket djur. Enligt Catalogue of Life omfattar familjen Odontopygidae 433 arter. 

## Dottertaxa till Odontopygidae, i alfabetisk ordning[1]
- Allantogonus
- Archepyge
- Ardiophyllum
- Bandeirenica
- Callistodontopyge
- Chaleponcus
- Coenobothrus
- Congopyge
- Ctenoiulus
- Cyclotarsus
- Dundonus
- Haplothysanus
- Haplothysaria
- Harmomastix
- Helicochetina
- Helicochetus
- Hoffmanides
- Kompsoprium
- Korakophorus
- Laciniogonus
- Lissopyge
- Neodontopyge
- Odontopyge
- Odontopygella
- Odontopygiba
- Odontopygista
- Omopyge
- Patinatiella
- Patinatiopsis
- Patinatius
- Peridontopyge
- Pleonoporus
- Plethocrossus
- Plethokrossus
- Prionopetalum
- Rhamphidarpe
- Rhamphidarpella
- Rhamphidarpina
- Rhamphidarpoides
- Solenozophyllaria
- Solenozophyllum
- Sphaeropyge
- Spinotarsus
- Storthophorus
- Syndesmogenus
- Thysanethus
- Tibiomus
- Trichochaleponcus
- Xystopyge